# Lac Klamath inférieur
Le lac Klamath inférieur (en anglais : Lower Klamath Lake) est un lac du nord de la Californie, aux États-Unis, situé dans le comté de Siskiyou.